# Portsmouth, Dominica
Portsmouth este un oraș din Dominica.